# توماس ایان گریفیت
توماس ایان گریفیت (انگلیسی: Thomas Ian Griffith؛ زادهٔ ۱۸ مارس ۱۹۶۲) یک بازیگر، فیلمنامه‌نویس و رزمی‌کار آمریکایی است. او بیشتر برای ایفای نقش تری سیلور در فیلم بچه کاراته‌کار ۳ (۱۹۸۹) شناخته می‌شود، نقشی که او در فصل‌های چهارم و پنجم سریال تلویزیونی کبرا کای تکرار کرد.
گریفیث در سال ۱۹۹۱ با ماری پیج کلر بازیگر سابق سریال دنیایی دیگر ازدواج کرد و این زوج دو پسر دارند. او همچنین دو خواهر به نام‌های کالین و مری بث دارد. او دارای کمربند مشکی در تکواندو و کنپو کاراته می‌باشد.

## حرفه
گریفیث اولین بازی خود را در سریال «دنیایی دیگر» در نقش کتلین یوینگ، که از سال ۱۹۸۴ تا ۱۹۸۷ انجام داد.
گریفیث در دوران دبیرستان به تکواندو علاقه‌مند شد و در ۱۸ سالگی کمربند مشکی به دست آورد. دانش او از تکواندو به او کمک کرد تا اولین فیلم سینمایی بچه کاراته‌کار ۳ که در نقش تری سیلور، متخصص هنرهای رزمی بازی کرد که بر دنیل لاروسو علیه دوست و مربی خود، آقای میاگی، تأثیر می‌گذارد.
گریفیث پس از نقش آفرینی در فیلم بچه کاراته‌کار ۳، برای مدت کوتاهی به عنوان ستاره اکشن بزرگ بعدی هالیوود شناخته شد، حتی یک قرارداد سه تصویری با نیو لاین سینما به ثمر رساند. در طول دهه ۱۹۹۰، او در مجموعه‌ای از فیلم‌های ویدئویی و فیلم‌های کم‌هزینه بازی کرد، که مهم‌ترین آن‌ها می‌توان به انگیزه‌های پنهان، نیروی بیش از حد (که گریفیث در نویسندگی و تولید هر دو نیز کمک کرد) او مکرراً با بازیگرانی مانند ژان-کلود ون دام و استیون سیگال مقایسه می‌شد، اما این فیلم‌ها با نقدهای متفاوت تا منفی مواجه شدند و گریفیث در نهایت هرگز به سطح موفقیت خود نرسید.
در اواخر دهه ۱۹۹۰ و ۲۰۰۰، گریفیث به پروژه‌ها و نقش‌های کوچک‌تر روی آورد و تقریباً به‌طور انحصاری مستقیماً به ویدیو خانگی کار کرد. با این حال او در فیلم نقطه توخالی (فیلم ۱۹۹۶) در کنار تیا کارر در نقش مأمور مکس پریش بازی کرد و با کارگردان جان کارپنتر همکاری کرد. او نقش خون‌آشام سر جان والک را در فیلم خون‌آشامان در سال ۱۹۹۸ بازی کرد. در سال ۲۰۰۲، گریفیث در فیلم تریپل اکس ظاهر شد و در آن نقش مأمور جیم مک گراث را بازی کرد. در سال ۲۰۰۷، گریفیث به‌طور کلی از بازیگری کناره‌گیری کرد تا فیلمنامه‌نویسی را دنبال کند. از سال ۲۰۱۳ تا ۲۰۱۷، او به صورت دوره‌ای به‌عنوان تدوینگر داستان برای سریال تلویزیونی گریم کار می‌کرد و در سال ۲۰۱۵ یکی از تهیه‌کننده‌های مشترک شد. او و همسرش، مری پیج کلر، برای نوشتن قسمت ششم سریال درآمدی دالی نیز همکاری کردند. در سال‌های ۲۰۲۱ و ۲۰۲۲، گریفیث از بازنشستگی خود از بازیگری خارج شد تا نقش تری سیلور را در فصل‌های چهارم و پنجم کبرا کای بازی کند.

## فیلم‌شناسی

### گزیده آثار بازیگری
- بچه کاراته‌کار ۳ (۱۹۸۹)
- راک هادسن (۱۹۹۰)
- انگیزه‌های پنهان (۱۹۹۲)
- نیروی بیش از حد (۱۹۹۳)
- خون بی‌گناه (۱۹۹۴)
- عامل تخریب (۱۹۹۴)
- خون بی‌گناه (۱۹۹۴)
- نقطه توخالی (۱۹۹۶)
- پشت خطوط دشمن (۱۹۹۷)
- فاتح را بکش (۱۹۹۷)
- خون‌آشامان (۱۹۹۸)
- رویارویی نهایی (۲۰۰۰)
- نقطه سیاه (۲۰۰۱)
- پلیس زمان ۲ (۲۰۰۳)
- کبرا کای (۲۰۲۱)